# Acanthopagrus sivicolus
Acanthopagrus sivicolus és un peix teleosti de la família dels espàrids i de l'ordre dels perciformes.
Pot arribar als 45 cm de llargària total.
Es troba a les costes del nord-oest del Pacífic: és una espècie de peix endèmica de les Illes Ryukyu (Japó).